# Natação no Campeonato Europeu de Esportes Aquáticos de 2012 - 50 m livre feminino
A prova dos 50 metros livre feminino da natação no Campeonato Europeu de Esportes Aquáticos de 2012 ocorreu nos dias 26 e 27 de maio em Debrecen na Hungria. 

## Calendário
| Fase          | Data       | Hora  |
| ------------- | ---------- | ----- |
| Eliminatórias | 26 de maio | 10:08 |
| Semifinal     | 26 de maio | 18:34 |
| Final         | 27 de maio | 17:02 |

Todos os horários estão no horário local (UTC+1)

## Recordes
Antes desta competição, os recordes eram os seguintes:
| Recorde mundial       | Britta Steffen   | 23.73 | Roma      | 2 de agosto de 2009 |
| Recorde europeu       | Britta Steffen   | 23.73 | Roma      | 2 de agosto de 2009 |
| Recorde do campeonato | Marleen Veldhuis | 24.09 | Eindhoven | 24 de março de 2008 |

## Medalhistas
| Ouro                 | Prata                     | Bronze                        |
| Britta Steffen (GER) | Hinkelien Schreuder (NED) | Nery Mantey Niangkouara (GRE) |

## Resultados

### Eliminatórias
Esses foram os resultados das eliminatórias. 
| Pos. | Bateria | Raia | Nadadora                     | Nacionalidade      | Tempo | Notas            |
| ---- | ------- | ---- | ---------------------------- | ------------------ | ----- | ---------------- |
| 1    | 8       | 4    | Britta Steffen               | Alemanha           | 24.66 | Q                |
| 2    | 6       | 4    | Hinkelien Schreuder          | Países Baixos      | 24.92 | Q                |
| 3    | 7       | 8    | Anna Dowgiert                | Polónia            | 25.23 | Q                |
| 4    | 5       | 2    | Aleksandra Urbanczyk         | Polónia            | 25.30 | Q                |
| 5    | 6       | 3    | Nery Mantey Niangkouara      | Grécia             | 25.33 | Q                |
| 6    | 6       | 6    | Daniela Schreiber            | Alemanha           | 25.35 | Q                |
| 7    | 8       | 5    | Sviatlana Khakhlova          | Bielorrússia       | 25.38 | Q                |
| 8    | 8       | 3    | Triin Aljand                 | Estónia            | 25.41 | Q                |
| 9    | 7       | 4    | Dorothea Brandt              | Alemanha           | 25.42 |                  |
| 10   | 7       | 6    | Sarah Blake Bateman          | Islândia           | 25.43 | Q,               |
| 11   | 6       | 5    | Theodora Drakou              | Grécia             | 25.46 | Q                |
| 12   | 6       | 1    | Hanna-Maria Seppälä          | Finlândia          | 25.46 | Q                |
| 13   | 3       | 3    | Eszter Dara                  | Hungria            | 25.56 | Q                |
| 14   | 7       | 3    | Anna Santamans               | França             | 25.60 | Q                |
| 15   | 8       | 7    | Nathalie Lindborg            | Suécia             | 25.60 | Q                |
| 16   | 8       | 6    | Burcu Dolunay                | Turquia            | 25.63 | Q                |
| 17   | 7       | 2    | Jane Trepp                   | Estónia            | 25.64 | Q                |
| 18   | 5       | 6    | Erika Ferraioli              | Itália             | 25.66 |                  |
| 19   | 6       | 2    | Yuliya Khitraya              | Bielorrússia       | 25.68 |                  |
| 20   | 6       | 8    | Henriette Brekke             | Noruega            | 25.70 | Recorde nacional |
| 21   | 8       | 8    | Miroslava Syllabová          | Eslováquia         | 25.70 |                  |
| 22   | 8       | 1    | Lisa Vitting                 | Alemanha           | 27.73 |                  |
| 23   | 7       | 5    | Darya Stepanyuk              | Ucrânia            | 25.80 |                  |
| 24   | 7       | 1    | Nadiya Koba                  | Ucrânia            | 25.86 |                  |
| 25   | 8       | 2    | Jolien Sysmans               | Bélgica            | 25.87 |                  |
| 26   | 4       | 2    | Nastja Govejsek              | Eslovênia          | 25.88 | Recorde nacional |
| 27   | 5       | 4    | Miroslava Najdanovski        | Sérvia             | 25.90 |                  |
| 28   | 4       | 1    | Martina Moravcová            | Eslováquia         | 25.95 |                  |
| 29   | 5       | 3    | Erica Buratto                | Itália             | 25.98 |                  |
| 30   | 5       | 5    | Laura Kurki                  | Finlândia          | 25.98 |                  |
| 31   | 6       | 7    | Birgit Koschischek           | Áustria            | 26.10 |                  |
| 32   | 7       | 7    | Ragnheidur Ragnarsdottir     | Islândia           | 26.14 |                  |
| 33   | 5       | 8    | Aksana Dziamidava            | Bielorrússia       | 26.15 |                  |
| 34   | 5       | 7    | Cecilie Johannessen          | Noruega            | 26.16 |                  |
| 35   | 4       | 7    | Eva Hannesdóttir             | Islândia           | 26.22 |                  |
| 36   | 4       | 6    | Lotta Nevalainen             | Finlândia          | 26.24 |                  |
| 37   | 4       | 4    | Kristel Vourna               | Grécia             | 26.28 |                  |
| 38   | 4       | 5    | Justine Bruno                | França             | 26.29 |                  |
| 39   | 2       | 7    | Katarína Milly               | Eslováquia         | 26.36 |                  |
| 40   | 5       | 1    | Louise Hansson               | Suécia             | 26.37 |                  |
| 41   | 3       | 4    | Gabriela Nikitina            | Letônia            | 26.40 |                  |
| 42   | 4       | 8    | Aneta Pechancova             | Chéquia            | 26.50 |                  |
| 43   | 3       | 2    | Susann Bjørnsen              | Noruega            | 26.56 |                  |
| 44   | 3       | 7    | Fanni Pataki                 | Hungria            | 26.64 |                  |
| 45   | 2       | 5    | Katarína Filová              | Eslováquia         | 26.69 |                  |
| 46   | 3       | 1    | Eva Chavez-Diaz              | Áustria            | 26.76 |                  |
| 47   | 3       | 6    | Monica Johannessen           | Noruega            | 26.76 |                  |
| 48   | 3       | 5    | Sandra Kazíková              | Chéquia            | 26.86 |                  |
| 49   | 2       | 4    | Linda Laihorinne             | Finlândia          | 26.88 |                  |
| 50   | 2       | 2    | Clelia Tini                  | San Marino         | 26.94 |                  |
| 51   | 2       | 8    | Klara Vaclavikova            | Chéquia            | 27.05 |                  |
| 52   | 2       | 3    | Katarzyna Gorniak            | Polónia            | 27.07 |                  |
| 53   | 3       | 8    | Ivana Gabrilo                | Suíça              | 27.08 |                  |
| 54   | 4       | 3    | Ingibjørg Kristin Jonsdóttir | Islândia           | 27.10 |                  |
| 55   | 2       | 6    | Hazal Sarikaya               | Turquia            | 27.11 |                  |
| 56   | 1       | 5    | Gudrun Mortensen             | Ilhas Feroé        | 27.23 | Recorde nacional |
| 57   | 2       | 1    | Anastasia Bogdanovski        | Macedônia do Norte | 27.27 |                  |
| 58   | 1       | 3    | Tatiana Perstniova           | Moldávia           | 27.29 |                  |
| 59   | 1       | 4    | Birita Debes                 | Ilhas Feroé        | 27.94 |                  |

### Semifinal
Esses foram os resultados das semifinais. 
Semifinal 1
| Pos. | Raia | Nadadora             | Nacionalidade | Tempo | Notas |
| ---- | ---- | -------------------- | ------------- | ----- | ----- |
| 1    | 4    | Hinkelien Schreuder  | Países Baixos | 24.81 | Q     |
| 2    | 6    | Triin Aljand         | Estónia       | 25.12 | Q, =  |
| 3    | 2    | Theodora Drakou      | Grécia        | 25.21 | Q,    |
| 4    | 3    | Daniela Schreiber    | Alemanha      | 25.38 |       |
| 5    | 5    | Aleksandra Urbanczyk | Polónia       | 25.44 |       |
| 6    | 8    | Jane Trepp           | Estónia       | 25.47 |       |
| 7    | 7    | Hanna-Maria Seppälä  | Finlândia     | 25.52 |       |
| 8    | 1    | Nathalie Lindborg    | Suécia        | 25.53 |       |

Semifinal 2
| Pos. | Raia | Nadadora                | Nacionalidade | Tempo | Notas            |
| ---- | ---- | ----------------------- | ------------- | ----- | ---------------- |
| 1    | 4    | Britta Steffen          | Alemanha      | 24.56 | Q                |
| 2    | 3    | Nery Mantey Niangkouara | Grécia        | 25.09 | Q,               |
| 3    | 1    | Anna Santamans          | França        | 25.20 | Q                |
| 4    | 6    | Sviatlana Khakhlova     | Bielorrússia  | 25.26 | Q                |
| 5    | 2    | Sarah Blake Bateman     | Islândia      | 25.38 | Recorde nacional |
| 5    | 5    | Anna Dowgiert           | Polónia       | 25.38 |                  |
| 7    | 7    | Eszter Dara             | Hungria       | 25.41 |                  |
| 8    | 8    | Burcu Dolunay           | Turquia       | 26.02 |                  |

Desempate
Foi necessário uma prova extra para determinar o último classificado a final. 
| Pos. | Raia | Nadadora            | Nacionalidade | Tempo | Notas |
| ---- | ---- | ------------------- | ------------- | ----- | ----- |
| 1    | 5    | Sarah Blake Bateman | Islândia      | 25.24 | Q,    |
| 2    | 4    | Daniela Schreiber   | Alemanha      | 25.46 |       |
| 3    | 3    | Anna Dowgiert       | Polónia       | 25.54 |       |

### Final
Esse foi o resultado da final. 
| Pos.              | Raia | Nadadora                | Nacionalidade | Tempo | Notas            |
| ----------------- | ---- | ----------------------- | ------------- | ----- | ---------------- |
| Medalha de ouro   | 4    | Britta Steffen          | Alemanha      | 24.37 |                  |
| Medalha de prata  | 5    | Hinkelien Schreuder     | Países Baixos | 24.78 |                  |
| Medalha de bronze | 3    | Nery Mantey Niangkouara | Grécia        | 24.93 | Recorde nacional |
| 4                 | 6    | Triin Aljand            | Estónia       | 25.01 | Recorde nacional |
| 5                 | 7    | Theodora Drakou         | Grécia        | 25.05 |                  |
| 6                 | 1    | Sviatlana Khakhlova     | Bielorrússia  | 25.12 |                  |
| 7                 | 2    | Anna Santamans          | França        | 25.26 |                  |
| 8                 | 8    | Sarah Blake Bateman     | Islândia      | 25.38 |                  |

Legenda
| Recorde mundial       | Recorde mundial (World record)               |                       | Recorde africano                      | Recorde africano (African) |                                           | Q | Classificado por posição (Qualified) |
| Recorde do campeonato | Recorde do campeonato (Championship record)  | Recorde da América    | Recorde da América (Americas)         | q                          | Classificado por melhor tempo (Qualified) |   |                                      |
| Melhor marca do ano   | Melhor marca do ano (World leading)          | Recorde asiático      | Recorde asiático (Asian)              | DNS                        | Não largou (Did not start)                |   |                                      |
| Recorde nacional      | Recorde nacional (National record)           | Recorde europeu       | Recorde europeu (European)            | DNF                        | Não terminou (Did not finish)             |   |                                      |
| Recorde pessoal       | Recorde pessoal do atleta (Personal best)    | Recorde da Oceania    | Recorde da Oceania (Oceania)          | DSQ / DQ                   | Desclassificado (Disqualified)            |   |                                      |
| Recorde da temporada  | Recorde da temporada do atleta (Season best) | Recorde sul-americano | Recorde sul-americano (South America) | NM                         | Sem marca (No mark)                       |   |                                      |